# Casa de Saxe-Weimar-Eisenach
A Casa de Saxe-Weimar (a partir de 1741 Saxe-Weimar-Eisenach) é uma casa real alemã que governou os ducados de Saxe-Weimar e Saxe-Weimar-Eisenach. Foi o ramo mais antigo da Linha Ernestina, que por sua vez, é o ramo mais antigo da Casa de Wettin.
O Primeiro Duque da Casa de Saxe-Weimar foi João Guilherme, o segundo filho de João Frederico I, o Magnânimo, que até 1547 era eleitor da Saxônia, mas depois de sua derrota na Guerra de Schmalkalden ele perdeu a dignidade eleitoral para seus parentes albertinos. João Guilherme teve de concordar com a divisão do estado (Erfurter Teilung) limitando a posse de sua família ao Ducado de Saxe-Weimar. A família governou Saxe-Weimar, e desde 1741 governaram como Duques de Saxe-Weimar-Eisenach e, a partir de 1815, como Grão-Duques até que perderam seu trono na Revolução de Novembro em 1918, assim como todas as dinastias alemãs.Há correntes que afirmam que a família tem direito ao trono dos Habsburgo através de Carlos Frederico, Grão-Duque de Saxe-Weimar-Eisenach, mas esses direitos nunca foram totalmente reconhecidos pelos Casa de Habsburgo. 
Hoje, a família ainda existe e o atual chefe da casa é Michael de Saxe-Weimar-Eisenach, um neto do último Grão-Duque reinante.

Todos os membros da casa são descendentes direto do Duque João Guilherme.